# Jaime Caro
Jaime Eduardo Caro Parada (Concepción, Chile, 3 de septiembre de 1975) es un exfutbolista chileno, jugaba de portero y su último club profesional fue San Marcos de Arica.

## Trayectoria
Actualmente se encuentra en el cuerpo técnico de Felipe Cornejo, primero en Universidad de Concepción y actualmente en Deportes Puerto Montt, como preparador de arqueros.
Tras su retiro como profesional estuvo jugando en el fútbol amateur de Castro en los clubes Comercio y Juventud Unida Dalchahue.

## Clubes
| Club                  | País  | Año       |
| --------------------- | ----- | --------- |
| Arturo Fernández Vial | Chile | 1997      |
| Deportes Concepción   | Chile | 1998      |
| Arturo Fernández Vial | Chile | 1999      |
| Deportes Concepción   | Chile | 2000-2001 |
| Unión San Felipe      | Chile | 2005      |
| Provincial Osorno     | Chile | 2006-2007 |
| Santiago Morning      | Chile | 2008-2009 |
| Deportes Concepción   | Chile | 2009      |
| San Marcos de Arica   | Chile | 2010      |

## Palmarés

### Campeonatos nacionales
| Título    | Club              | País  | Año  |
| --------- | ----------------- | ----- | ---- |
| Primera B | Provincial Osorno | Chile | 2007 |